# Sân bay Jinja
Sân bay Jinja (IATA: JIN, ICAO: HUJI) là một sân bay ở Jinja, Uganda.